# Blyxa quadricostata
Blyxa quadricostata är en dybladsväxtart som beskrevs av Cornelis den Hartog. Blyxa quadricostata ingår i släktet Blyxa och familjen dybladsväxter. IUCN kategoriserar arten globalt som otillräckligt studerad. Inga underarter finns listade.